# Elizabeth Phelps
Elizabeth Anya Phelps (* 1962) ist eine US-amerikanische Neurowissenschaftlerin. Sie ist Professorin am Department of Psychology der Harvard University.
Phelps studierte an der Ohio Wesleyan University und der Princeton University. 1989 erwarb sie an der Princeton-Universität ihren PhD in Psychologie.
Sie war Professorin an der Yale University und der New York University, bevor sie 2018 Professorin an der Harvard University wurde.
Forschungsgebiete sind unter anderem Emotion und Affective Neuroscience.

## Auszeichnungen
- 2012: Mitglied der American Academy of Arts and Sciences
- 2019: William James Fellow Award
- 2021: George A. Miller Prize in Cognitive Neuroscience
- 2023: Goldman-Rakic Prize

## Schriften (Auswahl)
- Elizabeth A. Phelps, Mauricio R. Delgado, Katherine I. Nearing, Joseph E. LeDoux: Extinction Learning in Humans: Role of the Amygdala and vmPFC. Neuron, Volume 43, Issue 6, 2004, Pages 897-905, https://doi.org/10.1016/j.neuron.2004.08.042.
- Phelps, Elizabeth A.: Human emotion and memory: interactions of the amygdala and hippocampal complex. Current opinion in neurobiology 14.2 (2004): 198-202.
- Phelps, Elizabeth A.: Emotion and cognition: insights from studies of the human amygdala. Annu. Rev. Psychol. 57.1 (2006): 27-53.
- Phelps EA, Ling S, Carrasco M: Emotion facilitates perception and potentiates the perceptual benefits of attention. Psychol Sci. 2006 Apr;17(4):292-9. doi:10.1111/j.1467-9280.2006.01701.x.
- Dunsmoor, J. E., Murty, V. P., Clewett, D., Phelps, E. A., & Davachi, L. (2022): Tag and capture: how salient experiences target and rescue nearby events in memory. Trends in Cognitive Sciences, 26(9), 782-795.
- Wen, Z., Pace-Schott, E. F., Lazar, S. W., Rosén, J., Åhs, F., Phelps, E. A., ... & Milad, M. R. (2024): Distributed neural representations of conditioned threat in the human brain. Nature communications, 15(1), 2231.